# Trương Vĩnh Ký
Trương Vĩnh Ký (en chữ nho : 張永記), né le 6 décembre 1837 et mort le 1er septembre 1898, aussi nommé Pétrus Jean Baptiste Trương Vĩnh Ký ou simplement Pétrus Ky, est un érudit catholique vietnamien, professeur au collège des interprètes français en Cochinchine. Il échange des correspondances avec Émile Littré et Ernest Renan. Auteur d'environ cent-trente ouvrages[réf. nécessaire], il est pionnier dans la traduction de livres du français vers le vietnamien ou du vietnamien vers le français. À l'instar d'Alexandre de Rhodes, il est le vrai instigateur de la latinisation de l'écriture vietnamienne.

## Jeunesse
Trương Vĩnh Ký naît le 6 décembre 1837 à Vĩnh Long, chef-lieu d'une province du même nom, sur le Mékong oriental, à 120 km au sud-ouest de Saïgon. Il devient catholique, passe quelques années au séminaire de Malacca. Très jeune, il jouit d'une grande facilité pour les langues de l'Asie orientale et le français lui est aussi familier que sa langue maternelle. Il entre à Saïgon au service du vice-amiral Charner, commandant en chef, puis du vice-amiral Adolphe Bonard, le 1er gouverneur. Il dépend de Henri Rieunier chargé, depuis 1861, des affaires indigènes à l'état-major général.
Trương Vĩnh Ký fait partie, en 1863, de l'ambassade extraordinaire de Phan Thanh Giản de la cour de Hué — du roi de l'Annam, Tự Đức — de 63 personnes que conduit, à bord du vapeur l'Européen, le lieutenant de vaisseau Henri Rieunier pour tenter une renégociation du traité de Saïgon, en regard des concessions faites, auprès de Napoléon III au palais des Tuileries, à Paris.

## Principales publications
- Cours d'histoire annamite à l'usage des écoles de la Basse-Cochinchine par P.J.B Trương Vĩnh Ký, 2 volumes, Saïgon imprimerie du Gouvernement, 1879 ;
- École domestique : un père à ses enfants par P.J.B Trương Vĩnh Ký, Saïgon Ban-In Nha-Hang C. Guilland et Martinon, 1883.

Ouvrages du même auteur et éditeur :
- Voyage au Ton-King ;
- Retraite et Apothéose de Truong-Luong ;
- Apologie de Truong-Long ;
- Saïgon d'autrefois ;
- Saïgon d'aujourd'hui ;
- Passe temps ;
- Évènements de la vie ;
- Devoirs des filles et des femmes ;
- Une mère à sa fille ;
- La Bru ;
- Fais ce que dois, advienne que pourras ;
- Défauts et qualités des filles et des femmes ;
- Guide de la conversation Annamite ;
- Maître et élève sur la grammaire de la langue française ;
- Les convenances et les civilités Annamites ;
- La Basse-Cochinchine ;
- Maître et élève, sur l'arithmétique ;
- Les devoirs des parents ;
- Maître et élève, sur la géographie ;
- Un enfant bien élevé ;
- Maître et élève, sur la géométrie.

## Reconnaissance
P. J. B. Trương Vĩnh Ký est chevalier de la Légion d'honneur (4 août 1886)[réf. souhaitée], officier d'Académie (17 mai 1883), officier de l'Instruction publique (3 juin 1887).
Chevalier de l'ordre d'Isabelle la Catholique, Chevalier sauveteur Kin Khanh d'Annam, Officier de l'ordre Impérial et N Goc Kanh d'Annam, Sapèque d'or d'Annam et Officier de l'ordre royal du Cambodge.
Son nom a été porté par le grand lycée de Saïgon (aujourd'hui lycée d'élite Le Hong Phong, à Hô Chi Minh-Ville).
Un monument a été érigé en son honneur à Saïgon à la suite d'une souscription publique en 1928.
Ce monument a été partiellement détruit par la suite et la stèle a été enterrée.
Elle a été redécouverte à l'occasion de travaux d'aménagement de l'extérieur du musée de Hô Chi Minh-Ville le 26 février 2014.

## Descendance
- Petrus Truong Vinh Ky, historien
  - Nicolas Truong Vinh Tong (1884-)[1], haut conseiller, chevalier de la légion d'honneur en 1937 [2]
    - 14 enfants[3]